# Armenia Prospera
Armenia Prospera (Բարգավաճ Հայաստան կուսակցություն, Bargavatch Hayastan kusaktsut’yun, abbreviato come ԲՀԿ BHK) è un partito politico armeno. È stato fondato dall'imprenditore Gagik Tsarukyan il 30 aprile 2004, quando ha avuto luogo il congresso costituente del partito.
Il secondo presidente dell'Armenia Robert Kocharyan è stato determinante nella creazione del partito (alcuni affermano che lo abbia fondato Kocharyan stesso). L'influenza di Kocharyan e il suo ruolo nel partito è oggetto di dibattito. Nel 2012 "la maggior parte degli analisti" credevano che Kocharyan fosse "strettamente coinvolto nel partito." Alcuni "credono che Kocharyan è il leader segreto del partito", mentre altri credono che non abbia alcuna influenza sul PAP.

## Base di potere
Secondo la sociologa Karen Sargsyan la base del partito è in gran parte costituita da popolazione rurale provinciale. La Provincia di Kotayk è ampiamente considerata la sua roccaforte. Durante le elezioni parlamentari del 2012, Armenia Prosperosa è arrivata prima e ha vinto in tutto il 47,5% dei voti in quella provincia, ben al di sopra della media nazionale del 30%. Mentre nel 28º distretto elettorale, che comprende la città di Abovyan e diversi villaggi circostanti, il partito ha vinto oltre il 71%.

## Risultati elettorali
Debuttò nelle elezioni parlamentari del 2007, vincendo 18 seggi e il 14.68% dei voti, rendendolo il secondo partito politico più grande in Parlamento.  Nelle elezioni parlamentari del 2012, ha più che raddoppiato la sua quota di voto al 30,12%, vincendo 37 seggi e consolidando la sua posizione di principale partito d'opposizione.
Alle elezioni anticipate del 09 dicembre 2018 ha conquistato 26 seggi su 132 totali.

## Elezioni parlamentari
| Anno | Partito-lista | Partito-lista | Partito-lista | Collegio elettorale /totale | Seggi totali | +/–   |
| Anno | Voti          | %             | Seggi /totale | Collegio elettorale /totale | Seggi totali | +/–   |
| 2007 | 204.483       | 15.1%         | 18 /90        | 8 /41                       | 26 /131      | nuovo |
| 2012 | 454.673       | 30.12%        | 28 /90        | 9 /41                       | 37 /131      | 11    |
| 2017 | 428.965       | 27,35         | 31/105        |                             |              | 2     |
| 2018 | 103.824       | 8,27          | 26/132        |                             |              | 5     |
| 2021 | 50.444        | 3,95          | 0/107         |                             |              | 26    |

## Elezioni presidenziali
| Anno | Candidato                 | Voti                      | %                         | Posizione                 |
| 2008 | appoggiato Serzh Sargsyan | appoggiato Serzh Sargsyan | appoggiato Serzh Sargsyan | appoggiato Serzh Sargsyan |
| 2013 | non ha partecipato        | non ha partecipato        | non ha partecipato        | non ha partecipato        |

## Elezioni Locali

### Consiglio Comunale di Yerevan
| Anno | Candidato       | Voti   | %      |   |
| ---- | --------------- | ------ | ------ | - |
| 2009 | Arman Vardanyan | 89,131 | 22.65% |   |
| 2013 | Vartan Oskanian | 97,189 | 23.07% |   |
| 2017 | —               | —      | —      | — |
| 2018 | Naira Zohrabyan | 25,218 | 6.95%  |   |